# Leona Lewis
Leona Lewis sinh ngày 3 tháng 4 năm 1985 tại Luân Đôn, Anh. Cô là một ca sĩ, nhạc sĩ, nhà sản xuất người Anh. Leona Lewis bắt đầu trở nên nổi tiếng khi cô giành chiến thắng trong mùa giải thứ ba của chương trình truyền hình thực tế tìm kiếm tài năng âm nhạc The X Factor năm 2006. Cô đồng thời dành cho mình hợp đồng thu âm trị giá 1 triệu bảng Anh của hãng thu âm do Simon Cowell làm chủ là Syco Music. Đĩa đơn chiến thắng là một bản cover bài hát "A Moment Like This" của quán quân American Idol mùa đầu tiên, Kelly Clarkson. Bài hát giữ vị trí số 1 bốn tuần liền trên UK Singles Chart. Vào tháng 2 năm 2007, Leona ký hợp đồng thu âm năm album với hãng thu âm của Clive Davis, J Records, sau này là RCA.
Thành công tiếp tục đến với Leona khi cô phát hành album đầu tay mang tên Spirit vào năm 2007. Album được chứng nhận 10 lần bạch kim tại Anh, trong khi đĩa đơn mở màn Bleeding Love giữ bảy tuần #1 trên UK Singles Chart. Tại Mỹ, Spirit ra mắt ở hạng nhất trên bảng xếp hạng Billboard 200, giúp cô trở thành nữ nghệ sĩ người Anh đầu tiên đạt được thành công này trong hơn 20 năm qua (tính tới thời điểm ra mắt album). Tổng quan, album Spirit đã bán được hơn 8 triệu bản trên toàn thế giới, còn Bleeding Love đạt hạng nhất tại 35 quốc gia, đồng thời là đĩa đơn bán chạy nhất thế giới năm 2008.
Leona Lewis sở hữu chất giọng nữ trầm và nữ cao. Cô có thể hát rất khoẻ ở những nốt cao. Âm vực của cô vào khoảng 3 quãng tám và 4 nốt, nốt thấp nhất của cô là C3 và cao nhất là F6. Với chất giọng khoẻ, to, trầm, âm vực rộng, Leona có thể sánh với các nữ ca sĩ khác của nền âm nhạc Mỹ như Kelly Clarkson hay Beyoncé.

## Thời niên thiếu
Leona Lewis tên thật là Leona Louise Lewis, sinh ngày 3 tháng 4 năm 1985 tại quận Islington, thủ đô Luân Đôn, nước Anh. Niềm đam mê âm nhạc đến với Leona Lewis khi chỉ mới lên 5. Lúc 12 tuổi, cô đã bắt đầu tập sáng tác những bài hát đầu tiên. Một năm sau, Leona Lewis chiến thắng tại show diễn Lady D ở Hackey Empire - một cuộc thi tài năng dành cho thiếu niên dưới 18 tuổi. Năm 2004, cô lại giành giải cao nhất tại cuộc thi tài năng Yates's Wannabe Talent Contest khi hát bài tình ca nổi tiếng của Mariah Carey là "Always Be My Baby".
Xuất thân từ gia đình bình dân, Leona Lewis phải làm nhiều công việc khác nhau để mưu sinh sau khi tốt nghiệp trung học. Cô từng làm phục vụ bàn trong tiệm bánh pizza hay tiếp tân tại ga ra. Tuy cuộc sống không khá giả, nhưng Leona Lewis vẫn luôn nuôi dưỡng niềm đam mê âm nhạc. Cô tiếp tục sáng tác và thu âm những bài hát của mình. Album mà Leona Lewis đã ghi âm mang tên "Twilight" nhưng chưa bao giờ được phát hành. Nghĩ rằng sự nghiệp ca hát sẽ không đi đến đâu, Leona Lewis quyết định từ bỏ giữa chừng. Sau khi người bạn trai của cô, Lou Al-Chamaa, thuyết phục và động viên cô thử vận may với The X Factor Anh Quốc năm 2006 thì tài năng của cô mới được biết đến.

## Cuộc thi The X Factor
Tham gia thử giọng vòng sơ loại của sê-ri truyền hình thực tế The X Factor Anh Quốc năm 2006 với bài hát "Over The Rainbow", Leona Lewis đã chinh phục hoàn toàn ban giám khảo của cuộc thi. Sở hữu giọng hát vừa ngọt ngào mà cao vút và lảnh lót, Leona Lewis được so sánh với những diva hàng đầu như Mariah Carey, Celine Dion hay Christina Aguilera. Những màn trình diễn của cô tại cuộc thi đã khiến cả ba vị giám khảo Simon Cowell, Louis Walsh, Sharon Osbourne phải ngạc nhiên, họ đánh giá tài năng của Leona Lewis đã vượt ra khỏi khuôn khổ của nước Anh, đạt tầm vóc của một ca sĩ nổi tiếng thế giới. Ca sĩ Gary Barlow trong nhóm nhạc lừng danh Take That cũng cho rằng "Cô gái này có lẽ còn hát hay gấp 50 lần so với các thí sinh khác, thậm chí có thể thu âm ngay với cô ấy cũng được". Chính khả năng vượt trội đó mà cô đã dễ dàng chiến thắng cuộc thi với 60% lượng phiếu bầu cho cô trong tổng số 8 triệu lượt bình chọn lúc đó.

## Đĩa đơn đầu tay
Đĩa đơn đầu tiên của Leona Lewis chính là bài hát mà Kelly Clarkson đã trình bày trước đó mang tên "A Moment Like This". Ngay khi chưa được phát hành và cũng chưa biết sẽ được hãng đĩa nào tung phát hành, bản cover đã nhận được 1 triệu lượt người đặt mua. "A Moment Like This" được phát hành ngày 20 tháng 12 năm 2006, bốn ngày sau khi Leona Lewis đăng quang tại The X Factor và giành được hợp đồng thu âm trị giá 1 triệu bảng Anh. Nhưng trước đó bài hát đã lập nên một kỷ lục thế giới khi được tải về đến 50.000 lượt chỉ trong vòng nửa giờ đồng hồ vào đêm ngày 17 tháng 12. Đêm 24 tháng 12, đĩa đơn này trở thành ca khúc số 1 của mùa Giáng Sinh tại Anh, vượt qua "Patience" đang được yêu thích của Take That. Ca khúc tiêu thụ được 571.253 bản, nhiều hơn cả những đĩa đơn bán chạy trong top 40 bảng xếp hạng cộng lại. Nó cũng trở thành ca khúc được tải về nhiều nhất trong năm 2006, nhiều hơn cả bài hit "Crazy" được đề cử Grammy của nhóm Gnarls Barkley. "A Moment Like This" xếp vị trí số 1 liên tục bốn tuần trên UK Singles Chart và 6 tuần liên tiếp trên Irish Singles Chart (Ireland). Tổng kết, lượng bán ra của ca khúc này lên đến 1 triệu bản.

## Album Spirit
Ngày 25 tháng 4 năm 2007, Simon Cowell cùng Clive Davis, chủ tịch của hãng thu âm Arista Records, đơn vị đã ký một hợp đồng trị giá 5 triệu bảng Anh (tương đương 9,7 triệu USD) với ca sĩ trước đó vào tháng 2, mở một cuộc họp báo để công bố phát hành album đầu tay của Leona Lewis. Davis chính là người làm nên thành công cho Whitney Houston và hứa hẹn cũng sẽ thành công với cô ca sĩ trẻ này. Album khi đó chưa được đặt tựa, tới tháng 9 thì hoàn tất và đến ngày 5 tháng 11 năm 2007 mới được phát hành tại Anh cũng như tung ra ở Mỹ đầu năm 2008. Trong album này, Leona Lewis cùng song ca với nghệ sĩ R&B của Mỹ Ne-Yo trong ca khúc "I'm You".
Đĩa đơn thứ hai trong album (sau "A Moment Like This") của cô là "Bleeding Love" - một bài hát được sáng tác và sản xuất bởi Ryan Tedder. Bài hát này được phát hành ngày 22 tháng 10 năm 2007 tại Anh. Leona Lewis cũng biểu diễn ca khúc "Bleeding Love" trong show đầu tiên của The X Factor 2007 để quảng bá cho album mới. Bài hát nhanh chóng chiếm được vị trí số 1 trên bảng xếp hạng ở Ireland trong 8 tuần và tại bảng xếp hạng ở Anh trong 7 tuần liền. Trên phạm vi quốc tế, ca khúc trở thành bài hit tại nhiều quốc gia khi chiếm vị trí số 1 tại các bảng xếp hạng âm nhạc của hơn 20 nước.
Cuối tháng 3 năm 2008, "Bleeding Love" leo lên chiếm vị trí quán quân tại bảng xếp hạng United World (tập hợp từ các bảng xếp hạng của nhiều quốc gia). Và đến đầu tháng 4, ca khúc đã làm nên lịch sử khi nắm giữ cả vị trí số 1 trên Billboard Hot 100 của Mỹ, giúp Leona trở thành ca sĩ nữ đầu tiên của xứ sở sương mù thống trị bảng xếp hạng đĩa đơn ở Mỹ kể từ thời ca khúc "You Keep Me Hangin'" của Kim Wilde 21 năm trước. Đĩa đơn được RIAA chứng nhận 3 lần bạch kim và đứng thứ 2 ở Year End Chart Billboard 2008 (bảng xếp hạng cuối năm) sau "Low" của Flo Rida.
Ngày 12 tháng 11 năm 2007, toàn bộ album chính thức được phát hành ở Anh và lập tức đứng vị trí cao nhất bảng xếp hạng album sau tuần đầu tiên ra mắt. Tổng cộng album bán được hơn 2,7 triệu bản tại Anh với chứng nhận 9 lần bạch kim tại đây và 7 lần bạch kim tại Ireland.
Ngày 8 tháng 4 năm 2008, hãng đĩa phát hành album tại Hoa Kỳ. Nhờ một phần sức nóng từ "Bleeding Love" đang làm mưa làm gió trên Billboard Hot 100, Spirit đứng hạng nhất cũng sau 1 tuần phát hành với 205.000 bản được tiêu thụ. Hiệp hội RIAA chứng nhận album bạch kim với lượng bán xấp xỉ 1,5 triệu bản. Tính trên toàn cầu, album đã bán được khoảng hơn 6 triệu bản.
Ngày 7 tháng 3 năm 2008, Leona phát hành một cặp đĩa đơn mặt A là "Better In Time" và  "Footprints In The Sand". "Better In Time" lần lượt đứng hạng hai ở UK Singles Chart và hạng 11 ở Billboard Hot 100. Ở Mỹ, bài hát bán được hơn 1 triệu bản và được RIAA chứng nhận bạch kim.
Ngày 3 tháng 11 năm 2008, nữ ca sĩ phát hành đĩa đơn thứ tư, Forgive Me, tại châu Âu. Mặc dù không gặt hái được nhiều thành công như 2 đĩa đơn trước nhưng ca khúc cũng đứng hạng năm tại Anh và Ireland. Nhìn chung, đây là một bản uptempo sôi động, khác với phong cách ballad của Leona, giúp mang đến một làn gió mới cho khán giả.
Ngày 15 tháng 11 năm 2008, Leona quay lại The X Factor Anh Quốc mùa thứ năm và biểu diễn "Run", đĩa đơn thứ năm từ album, và là một bản cover từ ban nhạc Snow Patrol. Hiệu ứng từ màn trình diễn đã khiến khán giả tìm lại bản gốc của Snow Patrol, từ đó đưa bài hát đã khá lâu quay trở lại hạng 5 trên UK Singles Chart. Sau khi phát hành bài hát ở định dạng số (digital download) ngày 30 tháng 11, "Run" đã bán được 69.244 bản sau hai ngày ở Anh, phá kỉ lục của Estelle với "American Boy" (50.000 bản trong 1 tuần). Bài hát cũng tiến lên vị trí số một tại Anh, Ireland và Áo. Trên Itunes Mỹ, "Run" cũng bán chạy và đứng hạng thứ 81 Billboard Hot 100 nhờ lượng tải nhạc.
Đĩa đơn thứ sáu và cuối cùng của album là "I Will Be", được phát hành vào ngày 3 tháng 2 năm 2009, cũng là ngày ra mắt bản cao cấp (deluxe) của album Spirit.

## Bảng xếp hạng album
| Năm  | Album                                                                                                 | Xếp hạng cao nhất | Xếp hạng cao nhất | Xếp hạng cao nhất | Xếp hạng cao nhất | Xếp hạng cao nhất | Xếp hạng cao nhất | Xếp hạng cao nhất | Xếp hạng cao nhất | Xếp hạng cao nhất | Xếp hạng cao nhất | Chứng nhận (ngưỡng tiêu thụ) |
| Năm  | Album                                                                                                 | UK                | AUS               | AUT               | CAN               | GER               | IRE               | NZ                | SWE               | SWI               | US                | Chứng nhận (ngưỡng tiêu thụ) |
| ---- | --- | ----------------- | ----------------- | ----------------- | ----------------- | ----------------- | ----------------- | ----------------- | ----------------- | ----------------- | ----------------- | --- |
| 2007 | Spirit - Phát hành: 9 tháng 11 năm 2007 - Nhãn đĩa: Syco (#88697185262) - Định dạng:: CD, Tải nhạc số | 1                 | 1                 | 1                 | 1                 | 1                 | 1                 | 1                 | 2                 | 1                 | 1                 | - UK: 9× Platinum - AUS: Platinum - AUT: Platinum - CAN: Platinum - GER: 3× Gold - EUR: 3× Platinum - IRL: 11× Platinum - SWE: Gold - SWI: 2× Platinum - US: Platinum |
| 2009 | Echo - Phát hành: 9 tháng 11 năm 2009 - Nhãn đĩa: Syco (#88697570012) - Định dạng:: CD, tải nhạc số   | 1                 | 31                | 8                 | 16                | 12                | 2                 | 26                | 19                | 3                 | 13                | - UK: 2× Platinum - CAN: Gold - SWI: Gold - IRE: Platinum |

## Đĩa đơn
| 2006                                            | "A Moment Like This"      | 1  | —  | —  | —  | —  | 1  | —  | —  | —  | 3  | - UK: Platinum                                                     | Spirit |
| 2007                                            | "Bleeding Love"           | 1  | 1  | 1  | 1  | 1  | 1  | 1  | 2  | 1  | 1  | - UK: Platinum - AUS: 2× Platinum - NZ: Platinum - US: 4× Platinum | Spirit |
| 2008                                            | "Footprints in the Sand"1 | 2  | —  | —  | —  | —  | 50 | —  | —  | —  | 73 |                                                                    | Spirit |
| 2008                                            | "Better in Time"1         | 2  | 6  | 3  | 9  | 2  | 4  | 6  | 5  | 11 | 6  | - US: Platinum - UK: Silver - AUS: Gold - NZ: Gold                 | Spirit |
| 2008                                            | "Forgive Me"              | 5  | 49 | 15 | —  | 15 | 5  | —  | 7  | —  | 11 |                                                                    | Spirit |
| 2008                                            | "Run"                     | 1  | 78 | 1  | 13 | 15 | 1  | —  | 13 | —  | 6  | - UK: Platinum                                                     | Spirit |
| 2009                                            | "I Will Be"               | —  | —  | —  | 83 | —  | —  | —  | —  | 66 | —  |                                                                    | Spirit |
| 2009                                            | "Happy"                   | 2  | 26 | 2  | 15 | 3  | 3  | 20 | 11 | 31 | 3  | - UK: Silver - CAN: Gold                                           | Echo   |
| 2010                                            | "I Got You"               | 14 | —  | 30 | —  | 43 | 43 | 29 | —  | —  | 43 |                                                                    | Echo   |
| "—" denotes did not chart, or was not released. |                           |    |    |    |    |    |    |    |    |    |    |                                                                    |        |

- 1 "Better in Time" was released as a double A-side with "Footprints in the Sand" in the UK.

### Cùng các ca sĩ khác
| Năm  | Đĩa đơn                                                  | Vị trí xếp hạng cao nhất | Vị trí xếp hạng cao nhất | Vị trí xếp hạng cao nhất | Vị trí xếp hạng cao nhất | Vị trí xếp hạng cao nhất | Vị trí xếp hạng cao nhất | Vị trí xếp hạng cao nhất | Vị trí xếp hạng cao nhất | Vị trí xếp hạng cao nhất |
| Năm  | Đĩa đơn                                                  | UK                       | AUS                      | AUT                      | CAN                      | GER                      | IRL                      | NZ                       | SWE                      | US                       |
| ---- | -------------------------------------------------------- | ------------------------ | ------------------------ | ------------------------ | ------------------------ | ------------------------ | ------------------------ | ------------------------ | ------------------------ | ------------------------ |
| 2008 | "Just Stand Up!" (as part of Artists Stand Up to Cancer) | 26                       | 39                       | 73                       | 10                       | —                        | 11                       | 19                       | 51                       | 11                       |
| 2010 | "Everybody Hurts" (as part of Helping Haiti)             | 1                        | 28                       | 23                       | 59                       | 16                       | 1                        | 17                       | 21                       | —                        |